# Uzdrowienie Tyberiusza
Uzdrowienie Tyberiusza (łac. Cura sanitatis Tiberii) – apokryf Nowego Testamentu.

## Charakterystyka
Utwór powstał prawdopodobnie w języku greckim w Syrii, zaś zachował się w dwóch wersjach łacińskich. W rękopisach spotykany jest także jako Uzdrowienie cesarza Tyberiusza i potępienie Piłata, Jak Tyberiusz wysłał do Jerozolimy Woluzjana, Opowieść, jak Tyberiusz ujrzawszy obraz Jezusa Chrystusa został uleczony ze swojej choroby, Opowieść, jak Weronika została przywieziona do Rzymu, O uzdrowieniu Tyberiusza i o świętej Weronice.

## Treść
Ciężko chory Tyberiusz, posłyszawszy o cudownym uzdrowicielu Jezusie, posłał sługę Woluzjanusa do Jerozolimy. Tam spotkał ucznia Pańskiego Tomasza, Józefa z Arymatei oraz Piłata. Zasięgnąwszy świadectwa u Józefa, Woluzjanus nakazał aresztować Piłata za niesprawiedliwy wyrok i zesłać do Amerii. Następnie, za radą Marciusa, udał się do Weroniki, dysponującą chustą z odbiciem Chrystusa, po czym wraz z Weroniką i relikwią wrócił do Rzymu. Tyberiusz po ujrzeniu chusty został uzdrowiony i nawrócił się na chrześcijaństwo. Po jakimś czasie apostołowie Piotr i Paweł popadli w konflikt z Szymonem Magiem, podający się za zmartwychwstałego Chrystusa. Zainteresowany sprawą Neron po przesłuchaniu Piłata i zasięgnięciu rady apostołów, wyciągnął z Biblioteki Kapitolińskiej list Piłata do Klaudiusza, poświadczający niezwykłe dzieła Jezusa. Apokryf kończy się opisem śmierci Piłata, Nerona i Szymona Maga. Epizod dotyczący Nerona oraz list Piłata są prawdopodobnie późniejszymi dodatkami do oryginalnego utworu.